# أندرس بهرنغ بريفيك
أندرس بهرنغ بريفيك (بالنرويجية: Anders Behring Breivik)؛ (مواليد 13 فبراير 1979) هو يميني نرويجي إرتكب هجمات النرويج عام 2011 وهو من اليمين المتطرف كما أنه معادي للإسلام وانتشاره كما وأشير إلى أنه ماسوني، على الرغم من أنه لم يعرف بعد ما إذا كان تصرف بمفرده. وقد وصف نفسه بأنه فاشي، ونازي، ويُمارس الديانة الأودينية الوثنية الجديدة، ويستخدم الخطاب المعادي للجهاديين لدعم القوميين الإثنيين.
وفي 22 يوليو 2011، زعم أنه اقترب من شباب حزب العمل الحاكم في النرويج في معسكر في جزيرة أوتايا. وقد كان متنكرا في زي ضابط شرطة، ثم فتح النار على المراهقين، مما أسفر عن مقتل ما لا يقل عن 85.

## المحاكمة
في 16 أبريل 2012 مثل أندريس بيهرينغ بريفيك امام المحكمة.لا المحاكمة تبدأ بعد تسعة أشهر على الجريمة التي وقعت في جزيرة أوتويا النرويجية والحي الحكومي في أوسلو، حيث يواجه بريفيك تهما بالإرهاب والقتل العمد. وتستمر المحاكمة على مدار عشرة أسابيع، ويتخوف الكثيرون من إمكانية أن يتحول بريفيك اليميني المتطرف والمعادي للإسلام إلى «أسطورة» من خلال عباراته العنصرية. والمحكمة ستتيح للمتهم اياما يتحدث فيها عن أفكاره ودوافعه التي أدت إلى ارتكاب جريمته. وستكون المحاكمة علنية، ويقول بريفيك:- إن المحاكمة ستتيح له الفرصة «لإعلان أفكاره للعالم». وصدر الحكم على اندريس بالسجن 21 عاما في 24 أغسطس 2012.

## وجهات النظر الدينية والسياسية

### الآراء السياسية
قالت صحيفة إسرائيل اليوم الإسرائيلية أن اسم إسرائيل ورد ذكره ما لا يقل عن 300 مرة في وثيقته التي تضم أكثر من 1500 صفحة، وأن كل ذكر لها جاء في إطار إيجابي. كما أنه يهاجم الاتحاد الأوروبي لأنه حسب رأيه مؤسسة لا تعطف على إسرائيل، بالإضافة إلى ذلك، فإنه يمتدح سياسة إسرائيل التي حسب رأيه لم تعط حقوق المواطن لمعظم المسلمين الذي يعيشون تحت سيطرتها بعكس أوروبا. هذا وقد كتب أندرس أنه «قد حان الوقت لوقف الدعم الغبي للفلسطينيين والشروع بدعم أبناء عمومتنا الحضاريين في إسرائيل». وكانت تقارير صحافية قد ذكرت أن منفذ الهجومين في العاصمة النرويجية أوسلو وجزيرة قريبة منها والذين أسفرا عن مقتل 77 على الأقل أبلغ الشرطة أنه كان يعتزم استهداف رئيسة الوزراء السابقة جرو هارلم بروندلاند كما يعتقد أنه نفذ عمليته الارهابية لأن الشباب الذيت قتلوا كانوا مؤيدين لفلسطين.

### كراهية الإسلام
بعد الهجوم الذي قام به، وصف المحللون بريفيك بأنه متطرف يميني له آراء معادية للمسلمين وكراهية راسخة للإسلام، والذي يعتبر نفسه فارسًا مكرسًا لوقف موجة الهجرة الإسلامية إلى أوروبا.
في نفس الوقت، قال بريفيك خلال محاكمته وفي بيانه على حد سواء إنه كان استوحى عمليته من الجماعات الجهادية مثل القاعدة، وأبدى استعداده للعمل مع مجموعات مثل القاعدة وتنظيم الشباب وإيران من أجل الهجمات بأسلحة الدمار الشامل ضد الأهداف الغربية.
في البداية وصفه الكثيرون في وسائل الإعلام بأنه «مسيحي أصولي» و«إرهابي مسيحي» و«قومي». وذكر أن الاتحاد الأوروبي هو مشروع لإنشاء «عرابيا» (eurabia). ويصف قصف الناتو ليوغوسلافيا عام 1999 بأنه مرخص من قبل «زعماء أوروبا الغربية والأمريكيين المجرمين». يذكر بريفيك في كتاباته أن «معركة فيينا في عام 1683 يجب الاحتفال كيوم الاستقلال لجميع الأوروبيين الغربيين حيث كانت بداية النهاية للموجة الإسلامية الثانية من الجهاد».
وحثَّ البيان القوميين الهندوس على طرد المسلمين من الهند. وطالب بالترحيل القسري لجميع المسلمين من أوروبا، بناءً على نموذج مراسيم بنيس.

### الديانة
قال أندرس بهرنغ بريفيك أنَّ ديانته هي الأودينية، وهي ديانة وثنية جديدة. بينما وُصف بريفيك من قبل وسائل الإعلام في كثير من الأحيان بأنه «أصولي مسيحي»، كان هذا التأكيد موضع خلاف في عدد من المصادر، ونفى أندرس بهرنغ بريفيك ذلك، حيث قال في رسائل إلى صحيفة داجن النرويجية أنه «ليس مسيحياً، ولم يكن مسيحيًا أبدًا»، وأنه يعتقد أن هناك أشياء قليلة في العالم «أكثر إثارة للشفقة» من «شخصية يسوع ورسالته». وأنه يُصلي ويقدم تضحيات لإله أودين، ويعرف ديانته باسم الأودينية.

## في السينما
- 22 يوليو (بالإنجليزية: 22 July)، هو فيلم جريمة ودراما تم إنتاجه في الولايات المتحدة، وصدر سنة 2018 من تأليف وإخراج: بول جرينجراس ويتكون طاقم العمل من: توربيورن هار، جون أوجاردن، جوناس ستراند، جرافلي، لارس ارنتز-هانسن، آندرس دانييلسن لاي، آنيكا فون دير ليب. وتدور الأحداث حول الحادث الإرهابي الذي نفذه اليميني أندرس بهرنغ بريفيك في النرويج في 22 يوليو 2011، وتسبب في مقتل 77 شاب كانوا قد حضروا مخيم شباب حزب العمل في جزيرة أوتويا خارج أوسلو، وتتعرض الأحداث للمأساة في ثلاثة أجزاء حول الناجين من الهجمة، والقيادة السياسية للنرويج، والمحامين المتورطين.

## اقرأ أيضًا
- هجوما النرويج 2011

## روابط خارجية
- أندرس بهرنغ بريفيك على موقع IMDb (الإنجليزية)
- أندرس بهرنغ بريفيك على موقع الموسوعة البريطانية (الإنجليزية)
- أندرس بهرنغ بريفيك على موقع إن إن دي بي (الإنجليزية)